# Polygonia c-album

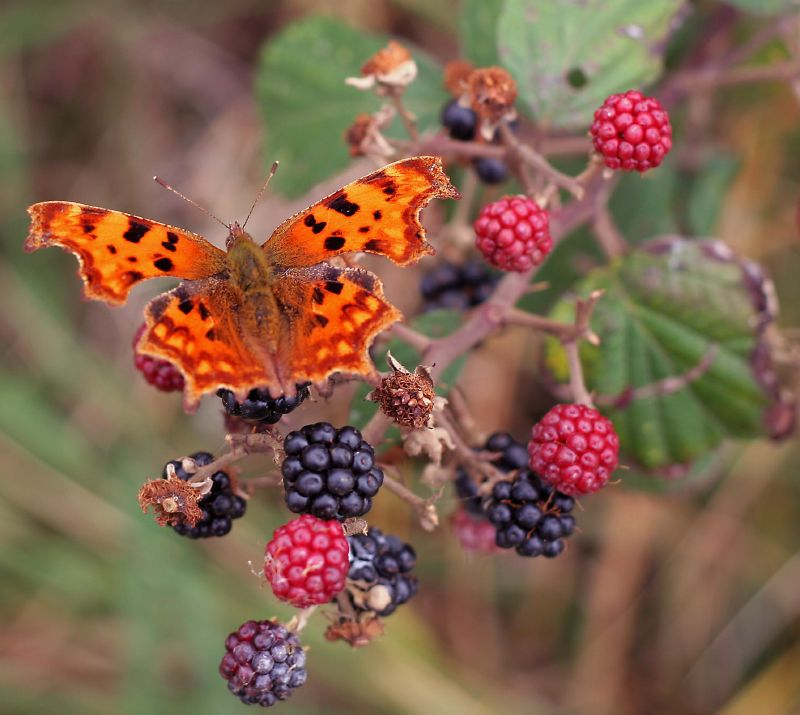
Polygonia c-album

Polygonia c-album là một loài bướm thuộc họ Bướm giáp.

## Miêu tả
Polygonia c-album có sải cánh dài khoảng 45 mm. Mặt dưới của cánh có màu nâu xỉn, có dấu hình chữ 'C' màu trắng giống như một dấu phẩy (vì thế mà có tên gọi trong tiếng Anh là dấu phẩy). Cánh có rìa nhìn như rách rưới, khiến nó trông giống như một chiếc lá rơi.

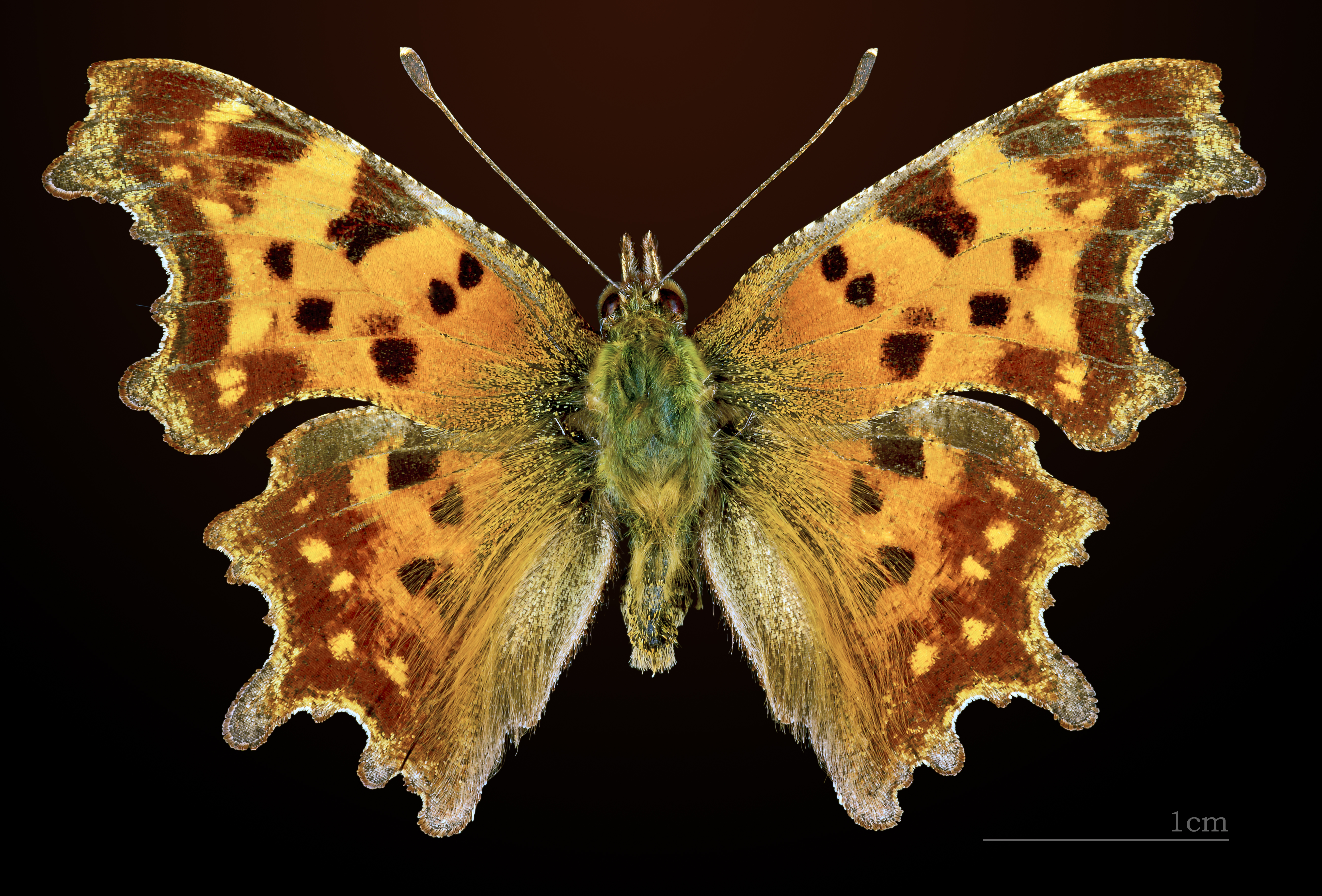
♂
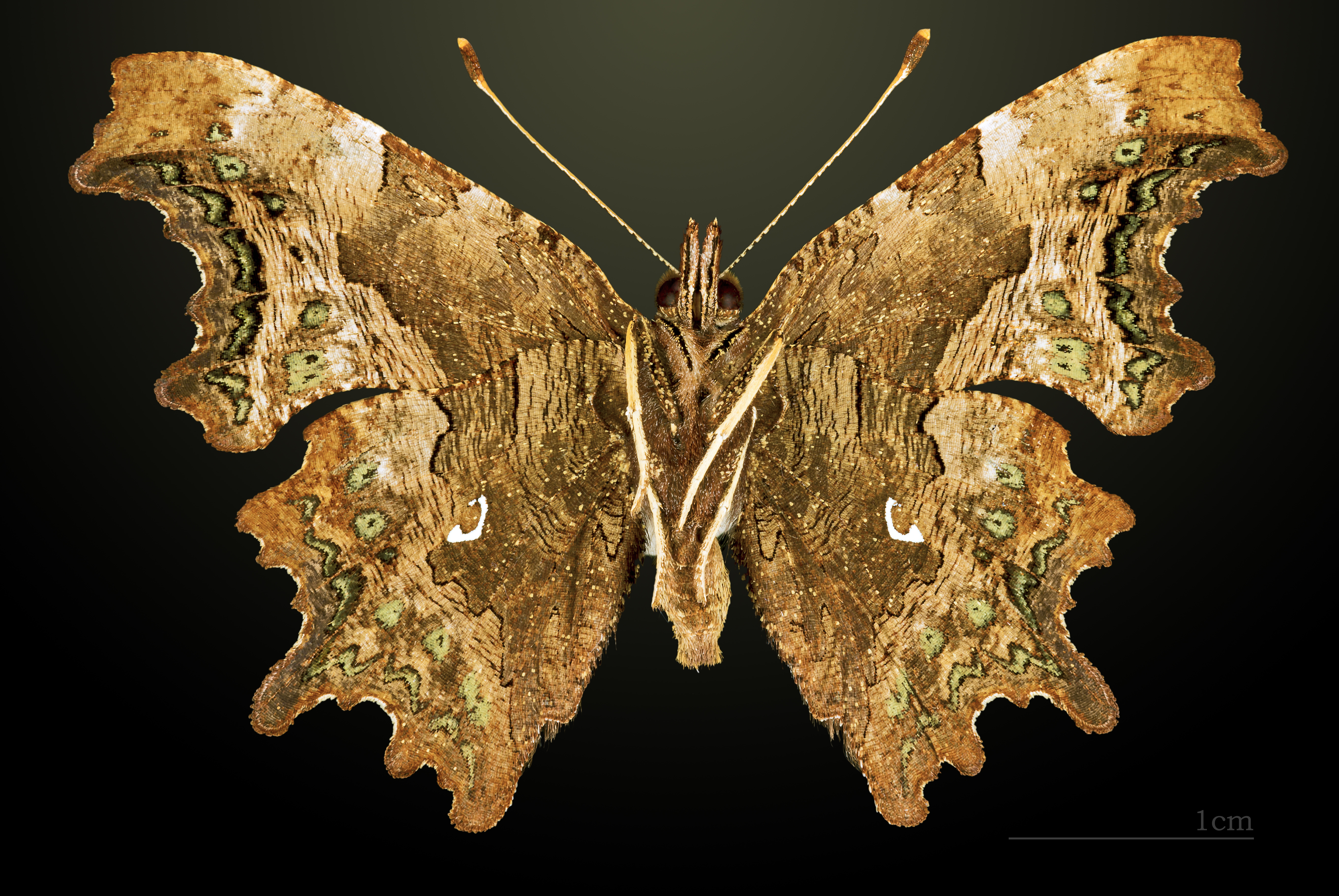
♂ △
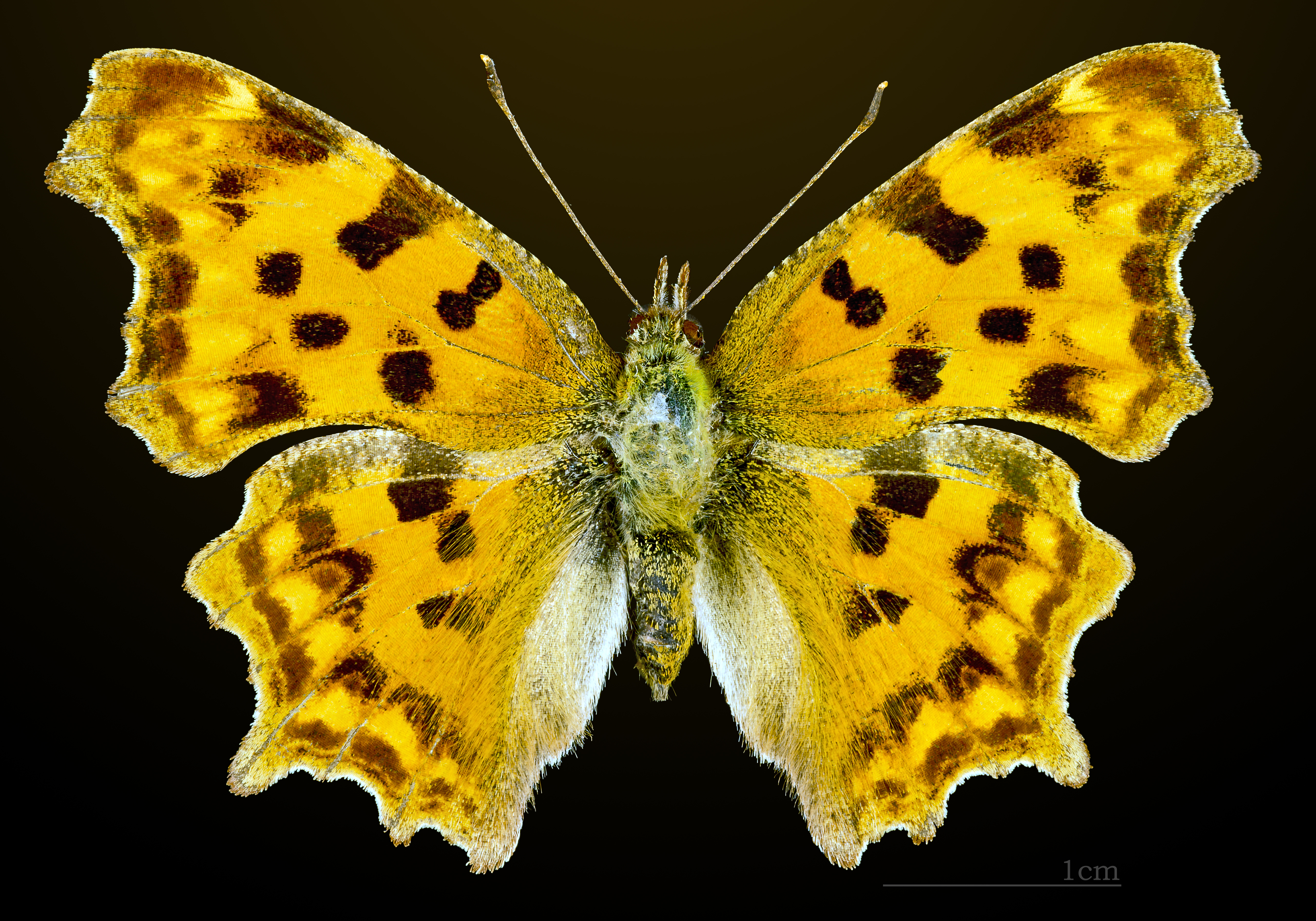
♀
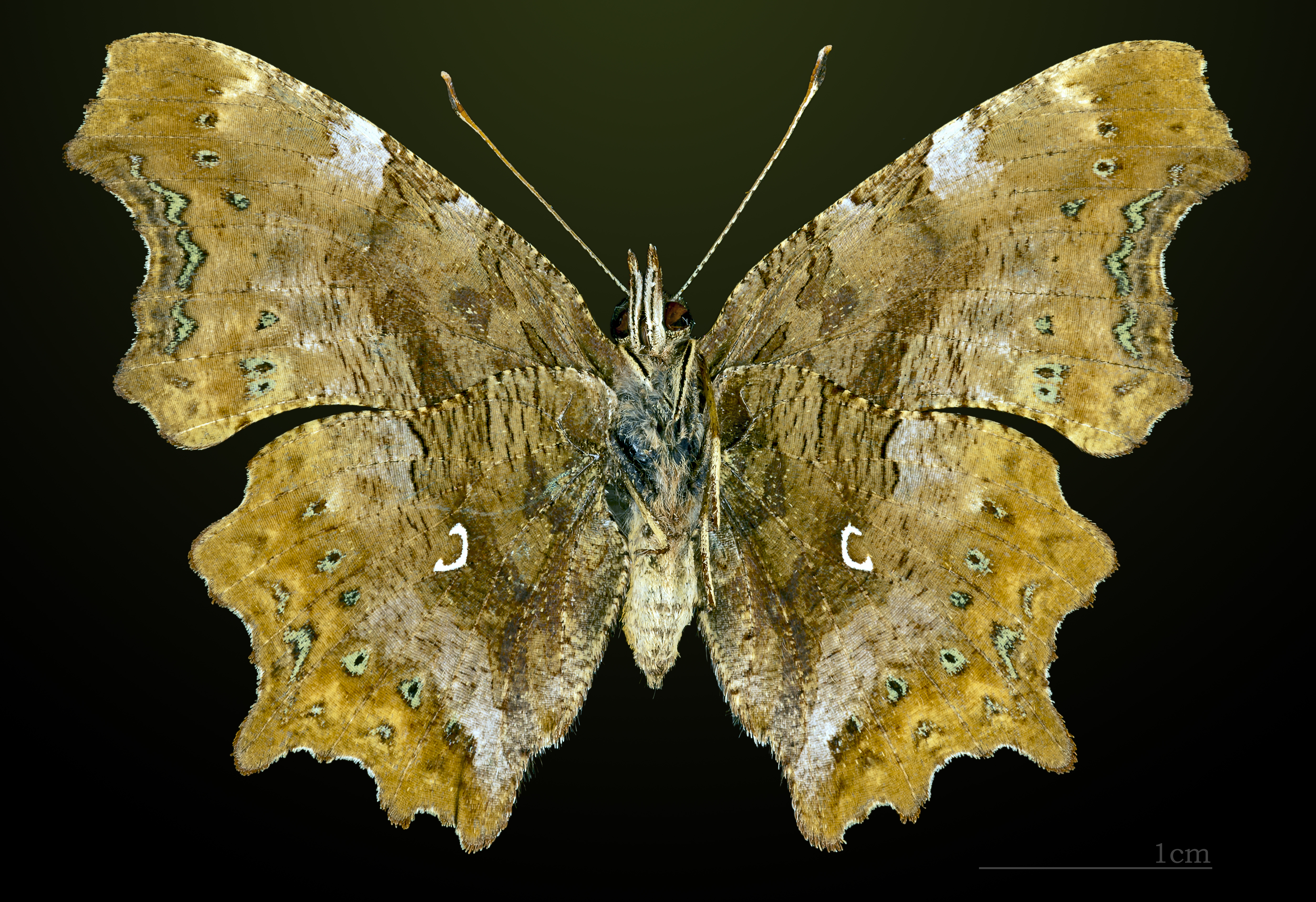
♀ △

## Sinh học
Chúng ngủ đông, do đó, họ có thể được nhìn thấy tất cả quanh năm, nhưng thời gian bay hoạt động kéo dài từ tháng 4-tháng 11, tùy theo địa phương. Con trưởng thành ăn mật hoa, chủ yếu là bụi kế (Cirsium và Carduus spp.), và Rubus fruticosus, Hedera helix, Centaurea spp. và Ligustrum vulgare.
Cá cái đẻ đến 275 trứng màu xanh lá cây, chuyển sang màu vàng và cuối cùng là màu xám trước khi nở. Sâu bướm cũng bí ẩn. Chúng có đen và trắng, giống như một cục phân chim. Tại Anh thức ăn ấu trùng là Humulus lupulus, Urtica dioica, cây du, và Ribes nigrum; trong các khu vực phân bố khác của nó, nó còn ăn Salix species, Corylus avellana và Betula.
Loài này sống sót qua mùa đông trong giai đoạn trưởng thành, và con trưởng thành có hai hình thức. Hình thức trải qua mùa đông trước khi sinh sản có phía dưới cánh đen, giống như một chiếc lá chết, giúp nó ngụy trang hoàn hảo trong suốt mùa đông. Phần lớn của con con có hình thức màu đen này.

## Phân loài
Loài này có 8 phân loài sau:
- P. c. c-album châu Âu
- P. c. imperfecta (Blachier, 1908) Bắc Mỹ
- P. c. extensa (Leech, [1892]) Tây Trung Quốc, Hoa Trung
- P. c. kultukensis Kleinschmidt, 1929 Transbaikalia
- P. c. hamigera (Butler, 1877) Ussuri (địa điểm điển hình Edo, Nhật Bản)
- P. c. koreana Bryk, 1946 Triều Tiên
- P. c. sachalinensis Matsumura, 1915 Sakhalin
- P. c. asakurai (Nakahara, 1920) Taiwan
- P. c. agnicula (Moore, 1872) Nepal [4]

## Hình ảnh

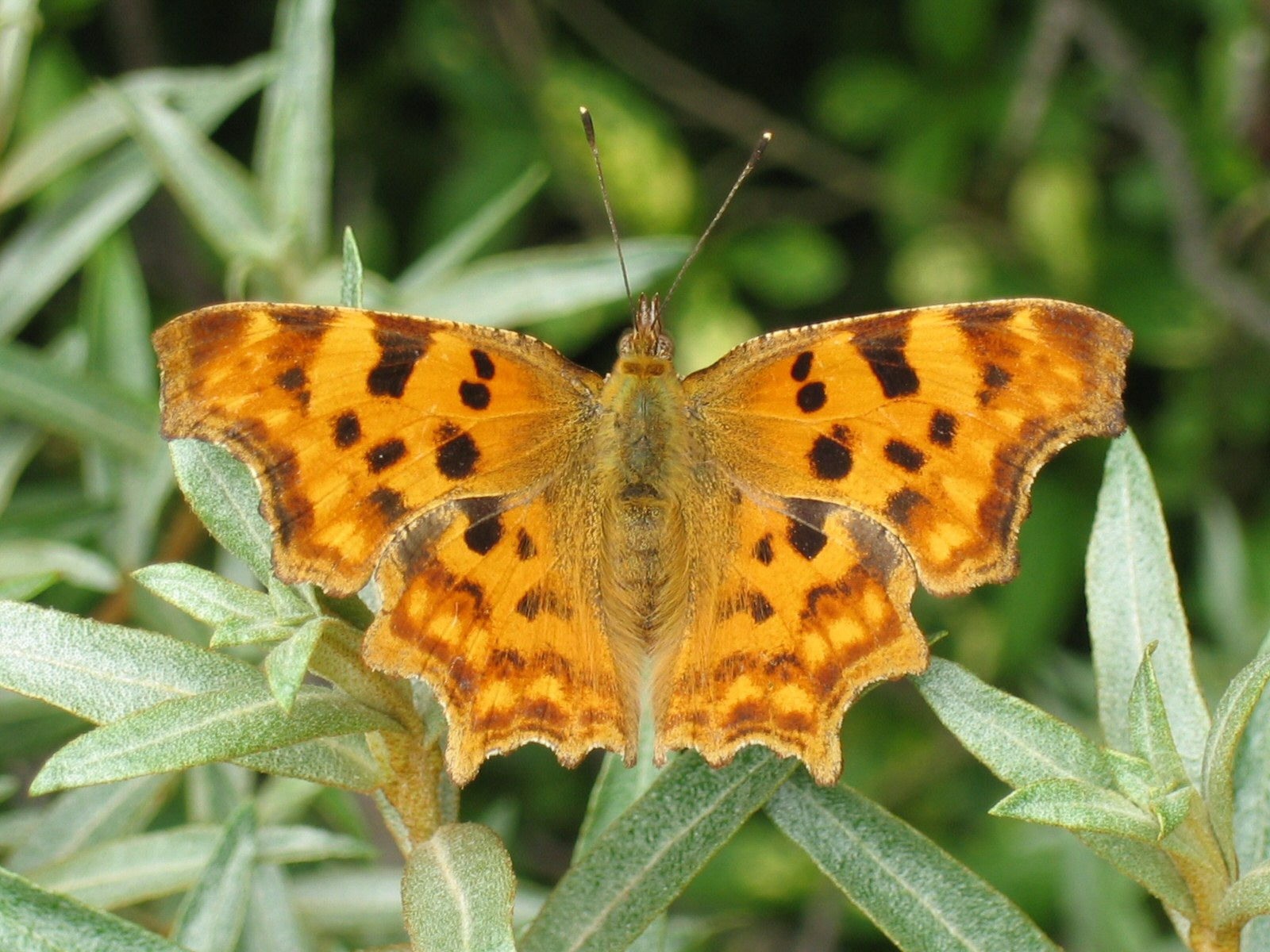
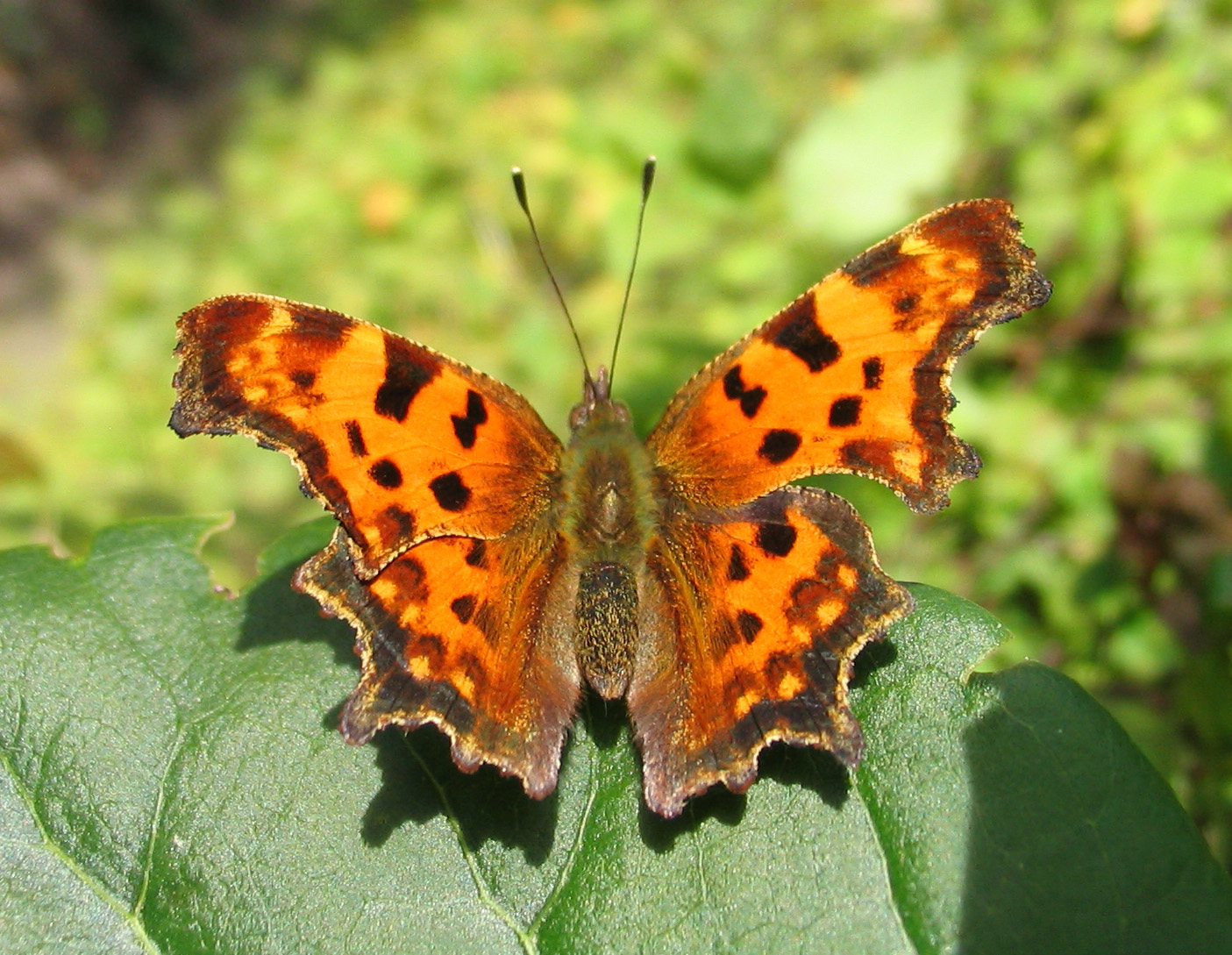
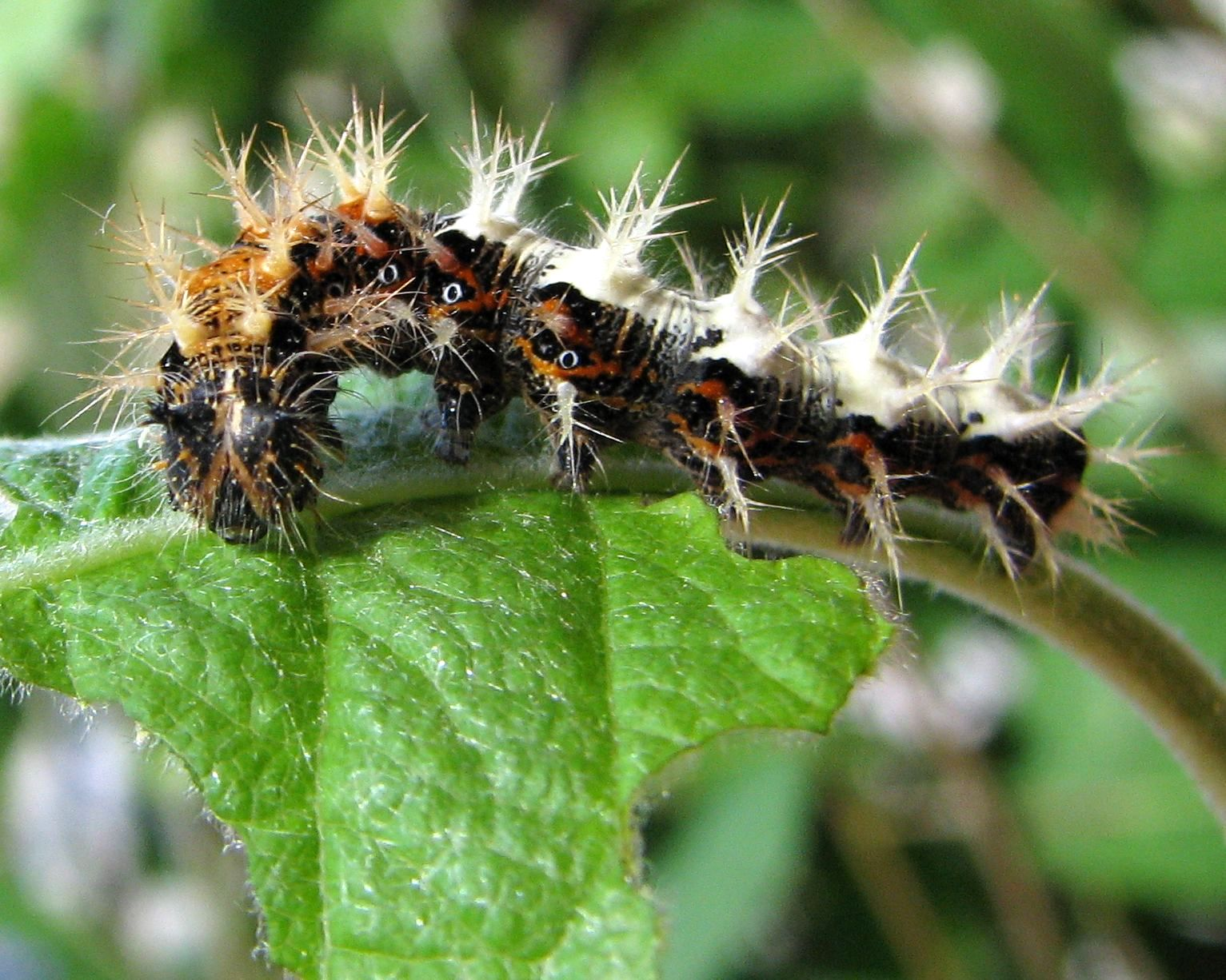
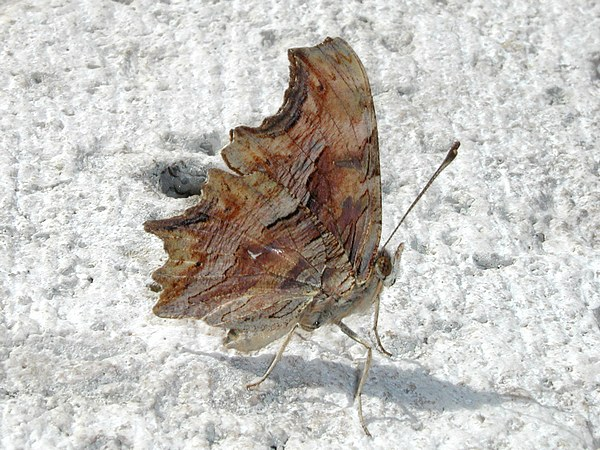
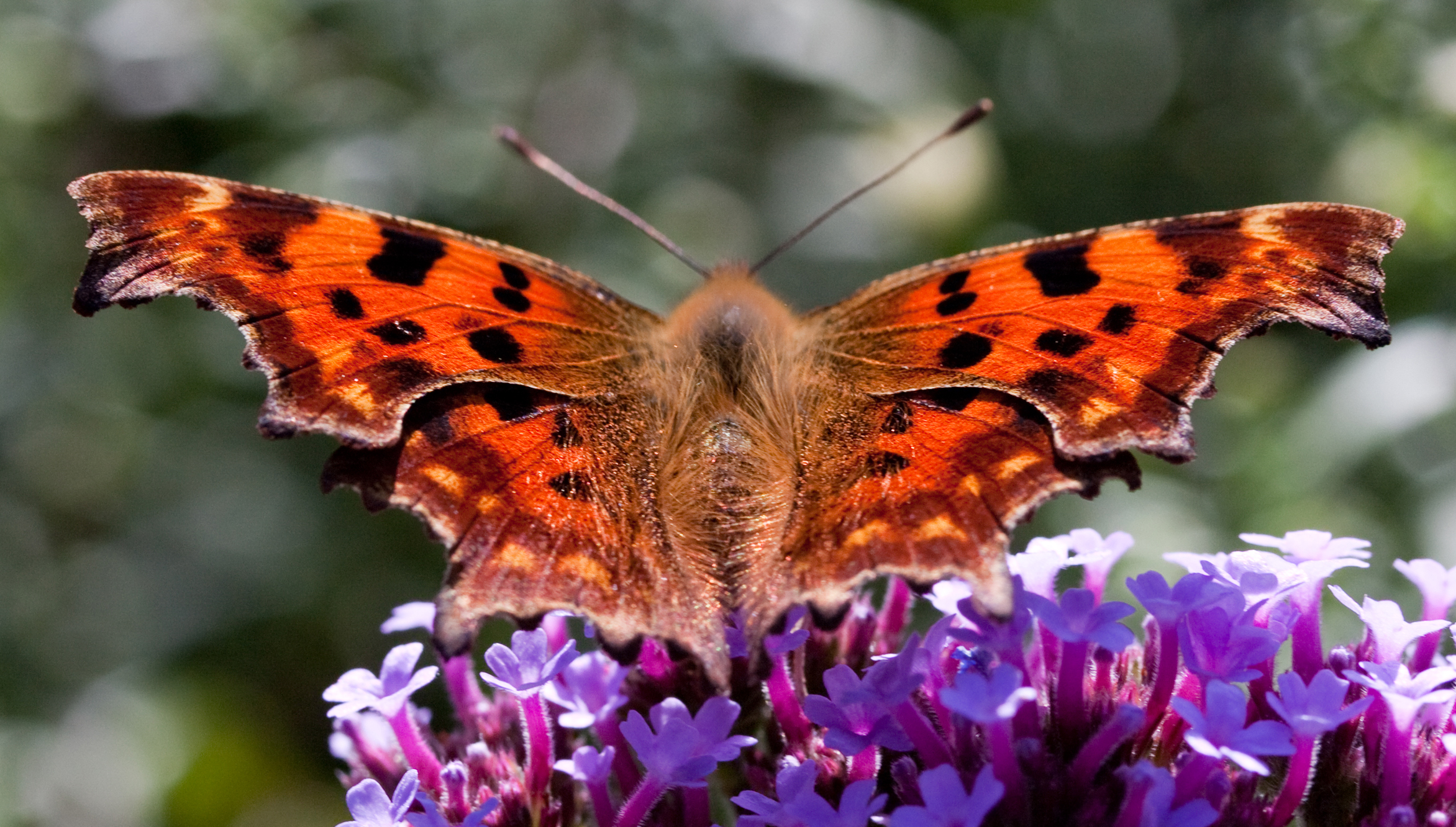
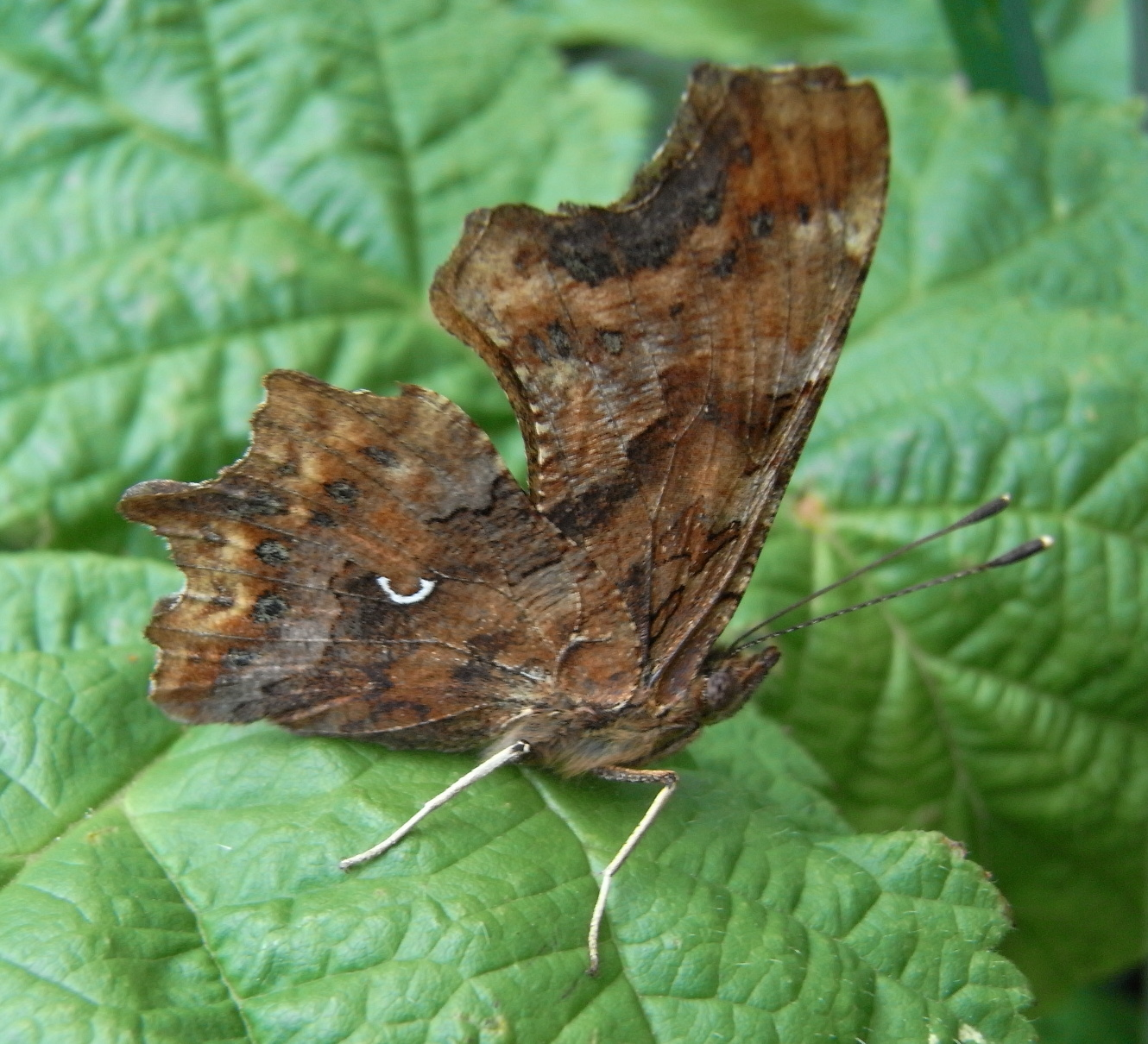
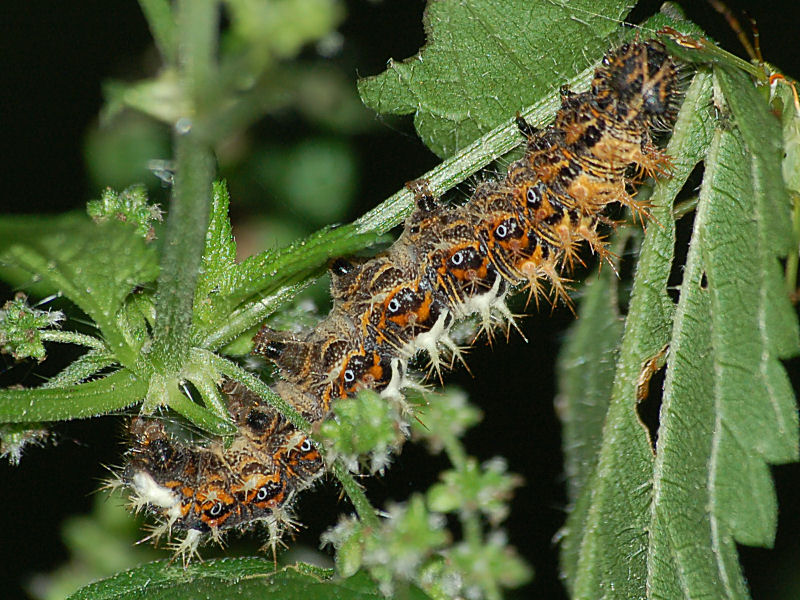